# Çağlayan, Fındıklı
Çağlayan là một xã thuộc huyện Fındıklı, tỉnh Rize, Thổ Nhĩ Kỳ. Dân số thời điểm năm 2010 là 503 người.